# 討薩檄
「討薩檄」（とうさつのげき）は、戊辰戦争に際し、米沢藩士・雲井龍雄が全軍の士気を鼓舞するために起草した檄文。

## 内容
その文章の迫力や訴える力において、数ある古今の檄文の中でも名文と言える。実際の戦闘においては物量や人的資源にはるかにまさる主に薩長率いる新政府軍に奥羽越列藩同盟は敗れることになるが、「討薩の檄」は、薩長を中心とした視点とはまた別の視点を今日にも訴えるものとも言える。
なお、雲井は、大政奉還に協力・尽力した人物であり、必ずしも佐幕派ではなかったが、薩長の武力討幕方針に反対して奥羽越列藩同盟に身を投じた。雲井は戊辰戦争期間中、薩長の離間を画策し、「二毛作戦」と呼ばれる、遊撃隊を率いて上野・下野方面から官軍を撹乱する作戦を採ったが、作戦は失敗に終わった。戊辰戦争終結後、雲井は米沢藩から推挙されて新政府の集議院に勤めるが、のちに戊辰戦争期間中の言動などを理由に集議院を追われた。その後、帰順部曲点検所を設立し失業士族の救済に奔走するが、新政府に不満を持つ旧幕府方諸藩の藩士を多数集めていた事で謀反の疑いがかかり処刑された。

## 参考資料
- 安藤英男『雲井龍雄詩伝』（明治書院）